# Данкоуцкая волость
Данко́уцкая во́лость — административно-территориальная единица Хотинского уезда Бессарабской губернии.
Волость включала в себя 11 сельских обществ, 11 общин, 11 селений, 1 608 дворов.
Волостной центр — село Данкоуцы.

## Количество земли
По состоянию на 1886 год, общая площадь уезда составляла 15 900 десятин, из них 13 596 десятин пахотной земли. Во владении крестьянских обществ находилось 7 860 десятин, во владении частных лиц — 7 809 десятин, остальная земля — 231 десятин.

## Население
Население Данкоуцкой волости в 1886 году составляло 8 916 человек, из них 4 501 мужчин и 4 415 женщин.

## Населённые пункты
По данным «Иллюстрированного адрес-календаря Бессарабской губернии», выпущенного Бессарабским губернским статистическим комитетом в 1914 году Данкоуцкая волость включала в себя 13 населённых пунктов, в том числе 9 сёл, 2 деревни и 2 посёлка:
| Населённый пункт | Статус  | Современное название | Современная территориальная принадлежность     |
| ---------------- | ------- | -------------------- | ---------------------------------------------- |
| Анадолы          | деревня | Анадолы              | Хотинский район Черновицкой области Украины    |
| Ворничаны        | деревня | Ворничаны            | Хотинский район Черновицкой области Украины    |
| Данкоуцы         | село    | Данковцы             | Хотинский район Черновицкой области Украины    |
| Дарабаны         | село    | не существует        | Хотинский район Черновицкой области Украины    |
| Долиняны         | село    | Долиняны             | Хотинский район Черновицкой области Украины    |
| Долиняны         | посёлок | Долиняны             | Хотинский район Черновицкой области Украины    |
| Каплевка         | село    | Каплевка             | Хотинский район Черновицкой области Украины    |
| Круглик          | село    | Круглик              | Хотинский район Черновицкой области Украины    |
| Левинцы          | село    | Левинцы              | Кельменецкий район Черновицкой области Украины |
| Пашкоуцы         | село    | Пашковцы             | Хотинский район Черновицкой области Украины    |
| Ставчаны         | село    | Ставчаны             | Хотинский район Черновицкой области Украины    |
| Ставчаны         | посёлок | Ставчаны             | Хотинский район Черновицкой области Украины    |
| Толбуряны        | село    | Крутеньки            | Хотинский район Черновицкой области Украины    |